# Élections sénatoriales de 2023 au Mississippi
Les élections sénatoriales de 2023 au Mississippi ont lieu le 7 novembre 2023 afin d'élire les 52 membres du Sénat de l'État américain du Mississippi.
Le parti républicain au pouvoir est largement favori, aucun autre parti ne présentant assez de candidats pour obtenir la majorité absolue des sièges.

## Contexte
Le Mississippi, a été, comme la plupart des anciens États confédérés, un bastion démocrate à partir des années 1870. Durant les années 1990, il a basculé du côté républicain et est depuis considéré comme étant l'un des États les plus républicains du pays, ayant voté largement pour Donald Trump à l'élection présidentielle américaine de 2020. Les républicains détiennent actuellement une majorité de plus des deux tiers des sièges au Sénat du Mississippi (36 sièges) et les démocrates ne détiennent que 16 sièges.
Le parti républicain, qui présente 40 candidats dans les différents districts, semble assuré de conserver sa majorité. En effet, le parti démocrate, minoritaire et en perte de vitesse, ne présente que 21 candidats, ce qui est insuffisant pour pouvoir espérer obtenir une majorité absolue au sein de l'assemblée (soit 27 sièges) et en prendre le contrôle. On recense également 5 candidats indépendants, ainsi que 5 libertariens et 1 vert.
Les élections primaires des deux principaux partis ont lieu le 8 août 2023.

## Système électoral
Les 52 sénateurs du Mississippi sont élus au scrutin uninominal majoritaire à un tour dans un des 52 districts que compte l'État, pour un mandat de quatre ans renouvelable. Un redécoupage des districts a eu lieu à la suite du recensement de 2020, et cette élection sera la première élection lors de laquelle les nouveaux districts rentreront en vigueur.

## Résultats

### Résultats par parti
| Parti                    | Parti               | Voix | %   | +/- | Sièges | +/-           |
| ------------------------ | ------------------- | ---- | --- | --- | ------ | ------------- |
|                          | Parti républicain   |      |     |     |        |               |
|                          | Parti démocrate     |      |     |     |        |               |
|                          | Parti libertarien   |      |     |     |        |               |
|                          | Parti vert          |      |     |     |        |               |
|                          | Candidats par écrit |      |     |     |        |               |
|                          |                     |      |     |     |        |               |
| Votes valides            |                     |      |     |     |        |               |
| Votes blancs et nuls     |                     |      |     |     |        |               |
| Total                    | Total               |      | 100 | –   | 52     | en stagnation |
| Abstentions              |                     |      |     |     |        |               |
| Inscrits / participation |                     |      |     |     |        |               |

### Résultats par district
Un grand nombre de candidats sont déjà assurés d'être élus, faute de concurrents lors des primaires et de l'élection générale.
| District | Sénateur sortant       | Parti | Parti       | Sénateur élu           | Parti | Parti       |
| -------- | ---------------------- | ----- | ----------- | ---------------------- | ----- | ----------- |
| 1        | Michael McLendon       |       | Républicain |                        |       |             |
| 2        | David Parker           |       | Républicain |                        |       |             |
| 3        | Kathy Chism            |       | Républicain | Kathy Chism            |       | Républicain |
| 4        | Rita Potts Parks       |       | Républicain |                        |       |             |
| 5        | Daniel Sparks          |       | Républicain | Daniel Sparks          |       | Républicain |
| 6        | Chad McMahan           |       | Républicain |                        |       | Républicain |
| 7        | Hob Bryan              |       | Démocrate   |                        |       |             |
| 8        | Benjamin Suber         |       | Républicain | Benjamin Suber         |       | Républicain |
| 9        | Nicole Akins Boyd      |       | Républicain |                        |       | Républicain |
| 10       | Neil Whaley            |       | Républicain |                        |       |             |
| 11       | Robert L. Jackson      |       | Démocrate   | Robert L. Jackson      |       | Démocrate   |
| 12       | Derrick Simmons        |       | Démocrate   | Derrick Simmons        |       | Démocrate   |
| 13       | Sarita Simmons         |       | Démocrate   |                        |       | Démocrate   |
| 14       | Lydia Chassaniol       |       | Républicain |                        |       | Républicain |
| 15       | Bart Williams          |       | Républicain |                        |       | Républicain |
| 16       | Angela Turner-Ford     |       | Démocrate   | Angela Turner-Ford     |       | Démocrate   |
| 17       | Charles Younger        |       | Républicain | Charles Younger        |       | Républicain |
| 18       | Jenifer Branning       |       | Républicain | Jenifer Branning       |       | Républicain |
| 19       | Kevin Blackwell        |       | Républicain |                        |       |             |
| 20       | Josh Harkins           |       | Républicain | Josh Harkins           |       | Républicain |
| 21       | Barbara Blackmon       |       | Démocrate   | Barbara Blackmon       |       | Démocrate   |
| 22       | Joseph C. Thomas       |       | Démocrate   |                        |       |             |
| 23       | Briggs Hopson          |       | Républicain | Briggs Hopson          |       | Républicain |
| 24       | David Lee Jordan       |       | Démocrate   |                        |       |             |
| 25       | J. Walter Michel       |       | Républicain | J. Walter Michel       |       | Républicain |
| 26       | John Horhn             |       | Démocrate   | John Horhn             |       | Démocrate   |
| 27       | Hillman Terome Frazier |       | Démocrate   | Hillman Terome Frazier |       | Démocrate   |
| 28       | Sollie Norwood         |       | Démocrate   | Sollie Norwood         |       | Démocrate   |
| 29       | David Blount           |       | Démocrate   |                        |       |             |
| 30       | Dean Kirby             |       | Républicain | Dean Kirby             |       | Républicain |
| 31       | Tyler McCaughn         |       | Républicain | Tyler McCaughn         |       | Républicain |
| 32       | Rod Hickman            |       | Démocrate   | Rod Hickman            |       | Démocrate   |
| 33       | Jeff Tate              |       | Républicain | Jeff Tate              |       | Républicain |
| 34       | Juan Barnett           |       | Démocrate   | Juan Barnett           |       | Démocrate   |
| 35       | Chris Caughman         |       | Républicain | Andy Berry             |       | Républicain |
| 36       | Albert Butler          |       | Démocrate   |                        |       | Républicain |
| 37       | Melanie Sojourner      |       | Républicain |                        |       | Démocrate   |
| 38       | Kelvin Butler          |       | Démocrate   |                        |       |             |
| 39       | Jason Barrett          |       | Républicain | Jason Barrett          |       | Républicain |
| 40       | Angela Burks Hill      |       | Républicain |                        |       |             |
| 41       | Joey Fillingane        |       | Républicain |                        |       | Républicain |
| 42       | Chris McDaniel         |       | Républicain |                        |       | Républicain |
| 43       | Dennis DeBar           |       | Républicain | Dennis DeBar           |       | Républicain |
| 44       | John A. Polk           |       | Républicain | John A. Polk           |       | Républicain |
| 45       | Chris Johnson          |       | Républicain | Chris Johnson          |       | Républicain |
| 46       | Philip Moran           |       | Républicain |                        |       | Républicain |
| 47       | Mike Seymour           |       | Républicain |                        |       |             |
| 48       | Mike Thompson          |       | Républicain |                        |       |             |
| 49       | Joel Carter            |       | Républicain |                        |       |             |
| 50       | Scott DeLano           |       | Républicain | Scott DeLano           |       | Républicain |
| 51       | Jeremy England         |       | Républicain |                        |       |             |
| 52       | Brice Wiggins          |       | Républicain | Brice Wiggins          |       | Républicain |